# 1-я отдельная женская добровольная стрелковая бригада
1-я отдельная женская добровольная стрелковая бригада (1 ожендобрсбр) — формирование (отдельная стрелковая бригада) РККА, позднее войск НКВД ВС Союза ССР в период Великой Отечественной войны.
В составе действующей армии 1-й, 2-й и 3-й отдельные стрелковые батальоны 1-й женской добровольческой стрелковой бригады войск НКВД СССР, в период с 8 января по 28 мая 1944 г.

## История
В связи с большим количеством обращений от женщин, в центральные органы власти, а также на местах, в партийные и комсомольские организации, в военные комиссариаты и идя навстречу желаниям советских женщин встать на защиту Родины с оружием в руках было принято решение о добровольном призыве в ВС СССР женщин. Так Государственный Комитет Обороны СССР издал Постановление № ГОКО-2470сс, от 3 ноября 1942 г., а в соответствии с ним был издан приказ НКО СССР, от 9 ноября 1942 г., о сформировании, в РККА ВС СССР, из женщин-добровольцев женской добровольческой стрелковой бригады.

Сов. секретно ГОСУДАРСТВЕННЫЙ КОМИТЕТ ОБОРОНЫ ПОСТАНОВЛЕНИЕ № ГОКО-2470сс от 3 ноября 1942 г. Москва, Кремль
 «О формировании женской добровольческой стрелковой бригады»
Идя навстречу желаниям женщин с оружием в руках защищать свою социалистическую Родину, Государственный Комитет Обороны постановляет:
- 1. Сформировать в Московском военном округе к 1 февраля 1943 г. женскую добровольческую стрелковую бригаду по штатам № 04/330, 04/331, 04/333-04/343 с внесением в штаты следующих добавлений:
  - а) увеличить расчёты: на противотанковое ружьё до 3-х чел., на 45 мм пушку до 8 чел., на 76 мм пушку до 10 чел., на 82 мм миномёт до 6 человек;
  - б) на каждую грузовую и специальную автомашину иметь по два шофёра;
  - в) в составе автороты подвоза иметь мужскую команду для погрузки грузов, численностью 60 человек;
  - г) в состав бригады ввести учебный батальон для подготовки младшего командного состава численностью 400 человек. Общую численность бригады установить 6 983 человека.

- 2. Формирование бригады возложить на начальника Главупраформа тов. Щаденко.
- 3. Отдельную женскую добровольческую стрелковую бригаду укомплектовать комсомолками и некомсомолками, путём тщательного отбора из числа добровольно изъявивших желание служить в Действующей Армии. Для пополнения бригады женщинами, имеющими боевой опыт, персонально отозвать с фронтов 1 000 женщин, согласно прилагаемому расчёту по фронтам (приложение № 1).
- 4. Должности командного и начальствующего состава, в первую очередь, заместить командирами-женщинами, имеющими боевой опыт. Впредь до подготовки и обеспечения бригады полностью женскими кадрами командного, политического и начальствующего состава, должности старшего, среднего и младшего начальствующего состава укомплектовать мужчинами, одновременно развернув ускоренную подготовку необходимого количества кадров из женщин.
- 5. Обязать начальника Главного Управления Кадров и начальников Главных Управлений НКО по специальности укомплектовать к 15 октября женскую бригаду специально отобранным, хорошо подготовленным, имеющим боевой опыт средним, старшим и высшим командным, политическим и начальствующим составом.
- 6. Обязать начальника Главупраформа тов. Щаденко укомплектовать женскую бригаду к 20 ноября специально отобранным, хорошо подготовленным и имеющим боевой опыт младшим начальствующим составом. Начальникам Главных Управлений НКО выделить потребное количество младшего командного состава специалистов по заявке начальника Главупраформа тов. Щаденко.
- 7. Обязать начальников Главных Управлений НКО организовать не позднее 15 ноября подготовку 2 000 средних командиров из женщин по специальности, согласно прилагаемого расчёта (приложение № 2).
- 8. Для подготовки бригаде обученного пополнения сформировать в МВО отдельный запасный женский стрелковый полк, численностью 3 200 человек.
- 9. Обязать ЦК ВЛКСМ (тов. Михайлова) для укомплектования бригады, запасного полка и курсов средних командиров отобрать 12 000 комсомолок и некомсомолок, из них 1 000 человек на фронтах.
- 10. Главному интенданту Красной Армии к 20 ноября изготовить и обеспечить бригаду обмундированием и снаряжением улучшенного качества.
- 11. Начальникам Главных Управлений НКО к 1 декабря 1942 г. обеспечить бригаду, запасный женский полк и курсы подготовки командиров из женщин вооружением, материальной частью, имуществом, повозками и упряжью.
- 12. Обязать начальника ГАБТУ тов. Федоренко обеспечить бригаду не позднее 15 декабря положенным автотранспортом.
- 13. Командующему войсками Московского Военного округа тов. Артемьеву обеспечить удобное расквартирование бригады и запасного полка и зачислить бригаду и полк на все виды довольствия, для чего отпустить МВО потребное количество продфуражных пайков.
- 14. Обязать НКПС (тов. Хрулёва) перевезти людей, лошадей, имущество и автотранспорт в сроки и пункты по заявке начальника Главупраформа тов. Щаденко.

 
ПРЕДСЕДАТЕЛЬ ГОСУДАРСТВЕННОГО КОМИТЕТА ОБОРОНЫ И. СТАЛИН— ЦАМО
В соответствии с приказом Народного комиссара обороны СССР 1-я отдельная женская добровольная стрелковая бригада РККА к 20 ноября 1943 г. должна была быть передана в состав войск НКВД СССР (внутренние войска). Бригада была передана комиссионо к 25 ноября 1943 г., о чём было доложено актами.
Одной из причин упразднения бригады в составе РККА стал арест заместителя командира бригады по строевой части и инициатора её создания гвардии майора Веры Крыловой по обвинению в сотрудничестве с немецкой разведкой. Документы, связанные с этим этапом существования бригады, и поныне остаются засекреченными, а потому до сих пор доподлинно не известно, имели ли предъявленные Крыловой обвинения под собой почву, также нет достоверных сведений о дальнейшей судьбе Крыловой (согласно одним данным, она была расстреляна, согласно другим — скончалась в 1951 г. в Красноярске).
Бригада, в составе войск НКВД СССР, выполняла боевые задачи по охране важных оборонных объектов, задержанию дезертиров и борьбе с бандитизмом, на территории Смоленской области РСФСР, обеспечивала охрану и оборону войскового тыла, в зоне наступления фронтов Красной Армии, действовавших на Белорусском операционном направлении.
1-я отдельная женская добровольная стрелковая бригада войск НКВД расформирована 31 июля 1944 г.

## Состав
В состав 1-й отдельной женской добровольной стрелковой бригады входили:
- Управление (штаб), Очаково (Кунцевский район г. Москва);
- отдельный стрелковый батальон;
- отдельный стрелковый батальон;
- отдельный стрелковый батальон;
- отдельный стрелковый батальон;
- отдельный пулемётный батальон;
- отдельный артиллерийский дивизион;
- отдельный миномётный дивизион;
- отдельный истребительно-противотанковый дивизион;
- отдельный учебный батальон;

Общая численность личного состава бригады около 7000 человек (чел.).
На момент приёма-передачи в составе бригады:
- Штат офицеров — 506, по списку — 471 … участвовали в боевых действиях — 81, имеют ранения — 61, награждены орденами и медалями — 3 .. .;
- сержантского состава по штату — 1470, по списку — 1465, … участвовали в боевых действиях — 133, имеют ранения — 75, награждены орденами и медалями — 10…. Из кадра — 5, из запаса — 1460 .. .;
- рядового состава по штату — 4931 чел., по списку — 4885 чел., участвовали в боевых действиях — 134, имеют ранения — 51, награждены орденами и медалями — 7 … из кадра — нет, из запаса — 4885 чел .. .;
- По образованию начсостава бригады: окончили академии — 9 чел., курсы усовершенствования — 49 чел., окончили военные училища в мирное время — 28 чел., в военное время — 341 чел., не имеют военного образования — 43…
- По национальному составу: русские — 3987 чел., украинцы — 375, белорусов — 60, евреев — 58, татар — 79, армян — 1, башкир — 16, казахов — 1, коми — 111, чуваши — 33 и др..

В состав 1-й отдельной женской добровольной стрелковой бригады войск НКВД входили:
- Управление (штаб), г. Дорогобуж;
  - подразделения обеспечения, г. Дорогобуж;
- 1-й отдельный стрелковый батальон, г. Вязьма;
- 2-й отдельный стрелковый батальон, г. Спас-Деменск;
- 3-й отдельный стрелковый батальон;
- 4-й отдельный стрелковый батальон, Починок;

другие части в г. Рославль и Ельня;

## Командиры бригады
- Кукаркин, Василий Александрович (14.05.1943 — 13.08.1943), полковник